# Lone Justice
Lone Justice es una banda estadounidense de rock formada por Maria Mckee y Ryan Hedgecock en 1982, en California.

## Álbumes
- 1985: Lone Justice.
- 1986: Shelter.
- 1993: BBC Radio 1 Live in Concert.
- 1998: This World Is Not My Home.